# Palacio de Capitanía General (Burgos)

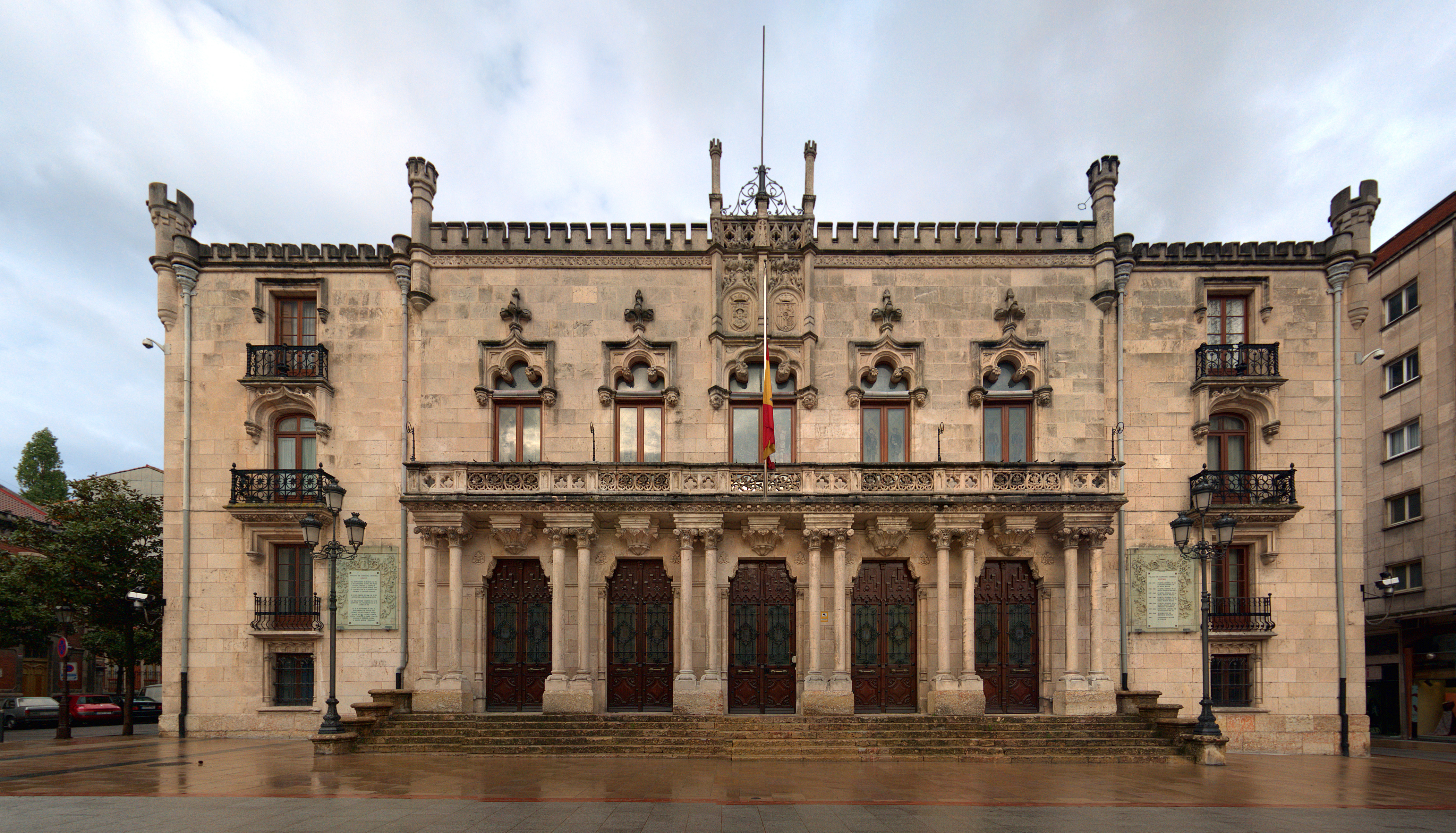
Fassade des Palacio de Capitanía General in Burgos

Der Palacio de Capitanía General ist ein Gebäude in der spanischen Stadt Burgos. Es war der Sitz des Generalkapitanats der VI. Militärregion und des Regionalkommandos. Derzeit ist er Sitz des Militärkommandos von Burgos, Soria und Kantabrien, des Baukommandos und des Militärischen Baudienstes und beherbergt eine Sicherheits- und Wartungseinheit der USAC Diego Porcelos.
Seit 2014 beherbergt es in einem Bereich im Erdgeschoss auch das regionale Militärmuseum, in dem Erinnerungsstücke, Fahnen und Uniformen der aufgelösten Einheiten des ehemaligen Militärgebiets unter dem Kommando des ehemaligen Kapinats ausgestellt sind. Der Eintritt ist frei.
Das Gebäude ist international bekannt, weil es der Ort ist, an dem Francisco Franco zum "Oberbefehlshaber der spanischen Armee" (spanisch: Jefe Superior de los Ejércitos de España) erklärt wurde, die im Bürgerkrieg die Faschisten anführte. Vom Balkon dieses Gebäudes aus wurde auch die Proklamation des Kriegsendes vorgenommen.

## Geschichte
Da Burgos zum ersten Mal Hauptstadt einer Militärregion wurde, mussten die Büros, der Generalstab und die eigene Residenz des Generalkapitäns in palastartigen Gebäuden untergebracht werden. Daher wurden mehrere Möglichkeiten geprüft, und Ende 1902 entschied man sich für den Standort, an dem die Casa de las Cuatro Torres (Haus der vier Türme) errichtet wurde.
Am 17. Juli 1903 genehmigte die Stadtverwaltung den Abriss des ehemaligen Palastes, und am 16. Dezember stimmte Alfons XIII. zu, dass die Stadtverwaltung den Palast für den Sitz des Kommandos bauen sollte.
Der Bau dauerte etwa drei Jahre, und das Gebäude wurde am 10. August 1907 übergeben. Einen Monat später wurde es für einen Jahrespreis von 15.000 Peseten verkauft.
Im Jahr 1927 genehmigte ein königlicher Erlass den Tausch des Grundstücks der Kavalleriekaserne (heute Museum der menschlichen Evolution) gegen dieses Gebäude, das in den Besitz des Verteidigungsministeriums überging.

## Gebäude
Das berühmte Gebäude, das von Saturnino Martínez Ruiz erbaut wurde, hat zwei Stockwerke in der Mitte und vier Stockwerke an den Seiten und besteht aus Quadersteinen.
Es verfügt über eine reichhaltige Kassettendecke und Glasfenster mit den Wappen der Provinzen der ehemaligen Militärregion Westpyrenäen, deren Sitz es war (Navarra, Logroño, Álava, Guipúzcoa, Santander, Vizcaya, Burgos und Soria).